# 626 a.C.
Il 626 a.C. (DCXXVI a.C. in numeri romani) è un anno  del VII secolo a.C.

## Eventi
- Durazzo viene fondata